# Mesquita Sokollu Mehmet Paixà
La Mesquita de Sokollu Mehmet Paşa (turc Sokollu Mehmet Paşa Camii) és una mesquita otomana situada al barri de Kadırga, districte de Fatih, Istanbul, Turquia.

## Història
La mesquita fou dissenyada per l'arquitecte imperial Mimar Sinan per al Gran Visir Sokollu Mehmet Paixà (espòs d'una de les filles del Sultà Solimà I el Magnífic, la princesa Esmahan). Va ser construïda entre l'any 1571 i l'any 1572 essent batejat oficialment amb el nom de la princesa però el nom amb el qual se la coneix és amb el de son espòs.

## Arquitectura

### Exterior
La mesquita està situada en una barda escarpada. Sinan resolgué aqueix problema amb un pati de dos pisos. La part inferior (ara en ruïnes) fou dividit en botigues perquè foren llogades i amb aqueixos diners ajudar al manteniment de la mesquita. La part superior té un pati obert de columnes. Entre les columnes s'erigiren murs per tres dels seus costats creant petites càmeres, cada una amb una petita finestra, xemeneia i un ninxo a manera de llit. Tot això formava les comoditats per a la vida dels estudiants de la madrasah.

### Interior

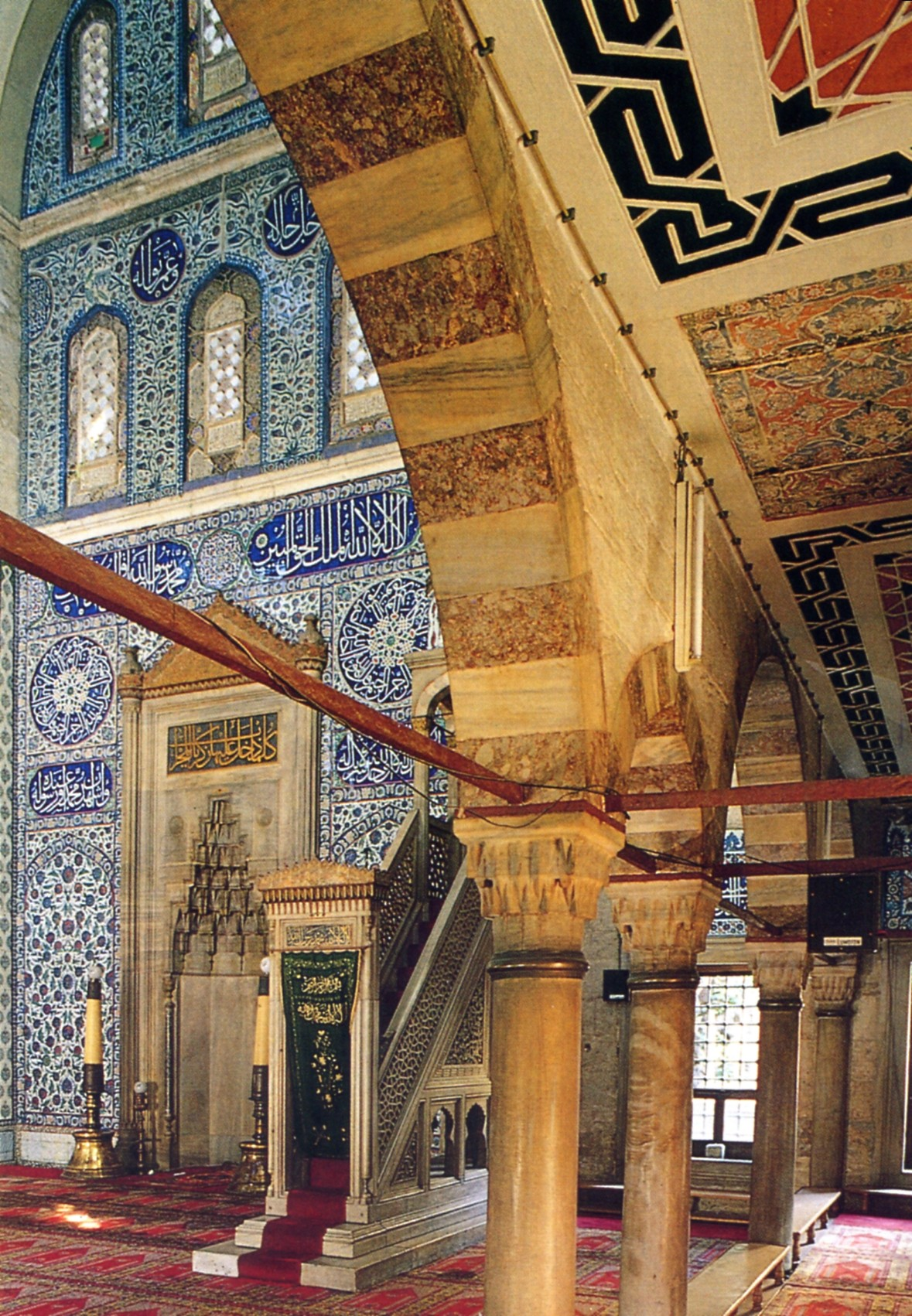
Imagen del interior de la mezquita.

L'interior és famós per la quantitat i qualitat de les seues rajoles d'İznik, ciutat famosa per la seua ceràmica, que formen una gran varietat de dissenys florals en blau i verd i panells de cal·ligrafia àrab amb lletres blanques sobre fons blau. Les columnes estan construïdes en marbre de diferents colors. El mínbar o púlpit és fet de marbre blanc amb un sostre conic construït amb rajoles turquesa. Les finestres, situades per damunt del mihrab són de vidre temperat. Dessús la porta emmarcada amb or pot observar-s'hi un fragment de la kaaba de la Meca; altres fragments de la pedra negra es troben al mínbar i també al mihrab.